# Cascavell
El cascavell o picarol és un instrument idiòfon consistent en un recipient metàl·lic, sovint esfèric, dins del qual hi ha una bola del mateix material que pica contra les parets en ser sacsejat. El recipient fa alhora de cos vibrant i de caixa de ressonància; l'esfera té una ranura o obertura per facilitar la ressonància. És un instrument de so indeterminat, sovint agut i de poca intensitat, que només pot fer ritmes.
La forma habitual de presentar-se són diversos cascavells –de la mateixa mida, forma i material, per tal de produir tots el mateix so–, que s'acostumen a subjectar a una estructura rígida (de fusta, plàstic o altres materials) o flexible (de cuir, etc.) que sigui fàcil d'agafar i de sacsejar. També els trobem cosits a diverses peces de roba que porten els balladors en alguns balls i danses (ball de bastons, entre altres), de manera que els moviments dels balladors s'acompanyen amb la percussió dels cascavells. Igualment es troben en collars per a animals (gats, ocells de presa), per saber on són, o bé en guarniments de gala als cavalls.
Tradicionalment es considera un instrument de percussió, i en la classificació de Hornbostel-Sachs apareix en el número 112.13, els anomenats "sonalls de recipient".